# Euloge Reignier
Euloge Reignier (* 1810 oder 1811; † 28. Oktober 1888) war ein französischer römisch-katholischer Priester und Missionar in Neuseeland. Er gehörte den Maristenpatres („Maristen“) an.

## Leben
Der damals 31-jährige gehörte der sechsten Gruppe von Missionaren der Maristen an, die am 16. November 1841 von London mit Ziel Neuseeland abreiste. Die Gruppe hatte zwischen dem 6. und 11. April 1842 einen Zwischenaufenthalt in Wellington und traf am 4. Mai in der Bay of Islands ein.
Nach einem ersten Aufenthalt in Kororareka (heute Russell), wo die Church Missionary Society eine Missionsstation betrieb, wurde er nach Opotiki geschickt, um die Sprache der Māori zu erlernen. Später war dort Carl Sylvius Völkner Leiter der Missionsstation. Reignier taufte in den 1840er Jahren Kereopa Te Rau, später ein „Prophet“ der Māori-Religion Pai Marire und in die Ermordung Völkners verwickelt.
Im Juli 1843 begann er die Mission in Maketu wieder aufzubauen. Ende des Jahres verlegte er seien Tätigkeit nach Ohinemutu (Rotorua). Am 11. Juli 1851 traf er in Wellington ein. Im September des gleichen Jahres wurde er als Ersatz für Jean Lampila nach Pakowhai an die Hawke Bay geschickt.
1856 kaufte Reignier für die Society of Mary ein Grundstück nahe Meeanee. Ab 1857 wurde die Missionsstation an den neuen Standort verlegt. Am 28. Februar 1858 zog Reignier hierher um. Die Maristen-Brüder Basil und John begleiteten ihn. Das Wohnhaus der Mission in Pakowhai wurde zerlegt nach Meeanee gebracht und diente als Wohnstätte und erste Kirche.
Im November 1862 wurde ein Kirchenneubau für die wachsende Gemeinde ausgeschrieben. Dieser wurde im Dezember 1863 von Bischof Philip Viard aus Wellington als St Mary of the Assumption geweiht.
Reignier reiste durch das Gebiet um die Hawkes Bay, gelegentlich bis Gisborne und Taupō. Er diente sowohl den Siedlern als auch den Māori als Priester.
1867 gründete er eine Schule, die nach dem Umzug der Missionsstation 1910 nach Greenmeadows als St Joseph's Maori Girls' College weiterbesteht. 1872 gründete er eine weitere Schule, die als Knabenschule das Gegenstück bilden sollte, sich aber zu einer koedukativen Einrichtung entwickelte.
Er erkannte das Potenzial der Nonne und späteren Ordensgründerin Suzanne Aubert, die von 1871 bis 1883 in Meeanee tätig war. Seit 2010 läuft das Verfahren zu ihrer Heiligsprechung.
Reignier starb am 28. Oktober 1888 im Alter von 77 Jahren in Meeanee. Er ist auf dem Friedhof Taradale begraben. Sein Grabdenkmal wurde durch eine öffentliche Spendensammlung finanziert.